# Cordula Schulze
Cordula Schulze (* 11. September 1959 in Berlin (Ost)) ist eine ehemalige deutsche Leichtathletin. Sie war Kugelstoßerin beim TSC Berlin in Ost-Berlin.
Die 1,88 m große gelernte Wirtschaftskauffrau hatte einen Befähigungsnachweis als Meß- und Videotechnikerin erworben. Schulze wurde von Helga Börner, 1969 DDR-Meisterin im Speerwurf, betreut. Ihre Trainingspartnerin war die zweimalige DDR-Vizemeisterin Liana Schmuhl. An den Olympischen Spielen 1980 in Moskau konnte sie aufgrund einer Verletzung nicht teilnehmen. Der Versuch 1984 in Los Angeles teilzunehmen scheiterte durch den Boykott einiger Ostblock-Staaten. Bei den als Ersatzveranstaltung ausgetragenen Wettkämpfen der Freundschaft belegte Cordula Schulze Platz 6 und rangierte damit vor der Olympiasiegerin Claudia Losch.
In der Weltbestenliste steht sie mit 21,00 m, die sie am 21. Juli 1984 in Potsdam gestoßen hat. Bei den Junioreneuropameisterschaften 1977 in Donezk gewann sie die Silbermedaille. Am 20. Februar 1982 siegte sie beim Hallenländerkampf gegen Ungarn in Budapest mit einer Weite von 20,35 m. Ebenfalls gegen Ungarn siegte Schulze am Wochenende 16./17. Juli 1983 beim Freiluft-Länderkampf in Dresden mit 20,58 m.